# Asystel Volley
Asystel Volley é um clube profissional de voleibol italiano sediado em Novara e fundado em 1984 e refundado em 2003.